# Polnischer Aufstand im Großherzogtum Posen (1848)
Beim Polnischen Aufstand im Großherzogtum Posen von 1848 (polnisch Powstanie wielkopolskie 1848 roku) handelt es sich um eine rasch von der preußischen Armee niedergeschlagene Erhebung in polnischsprachigen Gebieten des Großherzogtums Posen und der Provinz Westpreußen während der Revolutionsbewegungen des Jahres 1848. Sie hatte aber verschiedene langfristig wirksame Folgen. Eine davon war das Ende der letzten Vorrechte des Großherzogtums im preußischen Staat. Unter den Polen setzte sich mehr und mehr die Ansicht durch, dass ein gewaltsamer Umsturz nicht möglich sei. Stattdessen setzte man auf das Konzept der organischen Arbeit innerhalb des bestehenden Rechtssystems.
In Deutschland hatte es im Vormärz große Sympathien für Polen gegeben. Während der Revolution kam es zu lebhaften Debatten über die Posen-Frage. Nach Auffassung der Frankfurter Nationalversammlung sollten die deutschsprachigen Gebiete der preußischen Provinz sich Deutschland anschließen dürfen. Der Teil, der den Polen zugesprochen werden sollte, wurde im Laufe der Zeit stets kleiner. Nach der Revolution wurde allerdings der alte Zustand wiederhergestellt.

## Vorgeschichte
Vorangegangen waren 1846 der Krakauer Aufstand, der geplante polnische Aufstand im Großherzogtum Posen und in der Folge 1847 der Polenprozess in Berlin. Bereits zu Beginn des Jahres 1848 begannen sich in der Provinz Posen erneut nationalpolnische Bestrebungen insbesondere unter dem Adel zu zeigen. Im März 1848 forderten einige Intellektuelle in einem Aufruf an den preußischen König die Unabhängigkeit Polens. Unmittelbar nach dem Beginn der Märzrevolution in Berlin wurden die Inhaftierten von 1847 befreit und es kam zu Szenen der Verbrüderung zwischen den Polen und den deutschen Revolutionären in Berlin. Diese polenfreundliche Stimmung schien zunächst für die Unabhängigkeitsbewegung günstig zu sein. Die in Berlin Befreiten bildeten unter Ludwik Mierosławski ein Revolutionskomitee. Dieses ließ verkünden, dass die Aufstandspläne von 1846 fortgeführt würden.

## Beginn des Aufstandes
Sobald die Nachrichten von den Vorgängen in Berlin in Posen bekannt geworden waren, begann sich am 20. März auch dort ein polnisches Nationalkomitee zu bilden und demonstrativ wurden die rot-weißen polnischen Kokarden angelegt. Als sich der preußische General Friedrich August Peter von Colomb weigerte, das Abzeichen anzulegen, reagierte die Menge mit einem Steinhagel. Erst jetzt steckte der General das Abzeichen an. Von Posen aus verbreitete sich die Nachricht über die Bewegung in der gesamten Provinz. In Posen sah sich der Oberpräsident Carl Moritz von Beurmann von führenden polnischen Adeligen genötigt, eine Versammlung zu erlauben, deren Zweck es war, eine Petition an den König zu verfassen.
Diese Schrift wurde am 21. März 1848 von einer Delegation unter Leitung von Erzbischof Leon Michał Przyłuski nach Berlin gebracht. In der Schrift hieß es, dass sich unter der gesamten polnischen Bevölkerung der Gedanke durchgesetzt hätte, dass die Stunde der Wiedergeburt Polens gekommen sei. Allerdings verhandelte die Gruppe entgegen ihrem Auftrag nicht um die Unabhängigkeit, sondern um eine Reorganisation des Großherzogtums Posen im polnischen Sinn. An die Stelle der Besatzungstruppen sollten polnische Einheiten treten und auch die Verwaltung sollte in polnische Hände übergehen. Das Nationalkomitee veröffentlichte unverzüglich Aufrufe in polnischer und deutscher Sprache.
Dem Nationalkomitee in Posen schlossen sich einige der in Berlin befreiten Gefangenen, darunter auch Karol Libelt, an. Noch am 21. März veranlasste das Nationalkomitee die Bildung von Lokalkomitees in den verschiedenen Orten und Städten der Provinz. Gleichzeitig wurden Kreiskommissare ernannt. Diesen hatten die Aufgabe, die Grundsteuern einzutreiben und eine Nationalwehr zu organisieren. Der Erzbischof wies die Geistlichen an, die Anweisungen des Nationalkomitees auszuführen.
Zeitweise kam es in den mittleren und östlichen Kreisen des Großherzogtums zu Ausschreitungen gegen Deutsche und Juden.
Am 24. März erklärte das Nationalkomitee das Ende aller Standesunterschiede. Es wurde den Bauern auch zugesagt, zukünftig ihre Lasten zu verringern. Am 1. April wurden alle Pflichtzahlungen an die Gutsherren für unwirksam erklärt. Nach dem Sieg sollten alle am Krieg beteiligten Soldaten Landzuweisungen erhalten.
An vielen Orten in der Provinz wurde der preußische durch den polnischen Adler ersetzt. Vielerorts wurden die preußischen Bürgermeister und Landräte abgesetzt. Kassen der Finanzbehörden gingen in polnische Hände über. An die Stelle der preußischen traten polnische Beamte. Noch bevor die Kommission unter dem Posener Erzbischof in Berlin angekommen war, verkündeten die Geistlichen in den Kirchen, dass Polen neu entstanden sei.
Die preußischen Behörden in der Provinz waren in dieser Phase, auch wegen des revolutionären Umschwungs in Berlin, in der Defensive. Die preußischen Truppen zogen sich in einige Stützpunkte zurück. Von Seiten der deutschen Bevölkerung in der Provinz kam es anfangs zu Szenen der Verbrüderung.
In Posen begann das Nationalkomitee mit der Bildung einer polnischen Legion. Ihr Kommando übernahm der in Berlin befreite Ludwik Mierosławski. In der Folge wurden an verschiedenen Orten Aushebungen vorgenommen. Anfang April 1848 sollen die polnischen Truppen 9000 Mann gezählt haben. Allerdings war nur etwa die Hälfte mit Gewehren bewaffnet, ein Großteil trug nur Sensen. Über schwere Waffen verfügte die Truppe kaum. Die polnischen Einheiten waren vornehmlich gegen Russland gerichtet. Dies entsprach dem Aufruf des polnischen Nationalkomitees vom 21. März gegen den „Asiatismus“, d. h. gegen Russland. Mierosławski plante zeitweise gar eine Offensive gegen das russische Reich. Die Truppen wurden in drei großen Lagern an der Grenze zum russisch beherrschten Königreich Polen konzentriert.
Nachdem die polnische Gesandtschaft am 24. März in Berlin eingetroffen war, sagte ihr Friedrich Wilhelm IV. eine nationale Reorganisation zu. Es sollte eine polnische Armee gebildet und die Beamtenstellen mit Polen besetzt werden. Auch sollte ein neu zu ernennender Oberpräsident Pole sein. Am 27. März wurde in Posen eine Reorganisationskommission eingesetzt. Darin vertreten waren auf Vorschlag des polnischen Nationalkomitees acht Polen und zwei Deutsche. Beschlossen wurde unter anderem die Aufstellung eines polnischen Armeekorps und die Einführung der polnischen Sprache als Amtssprache.

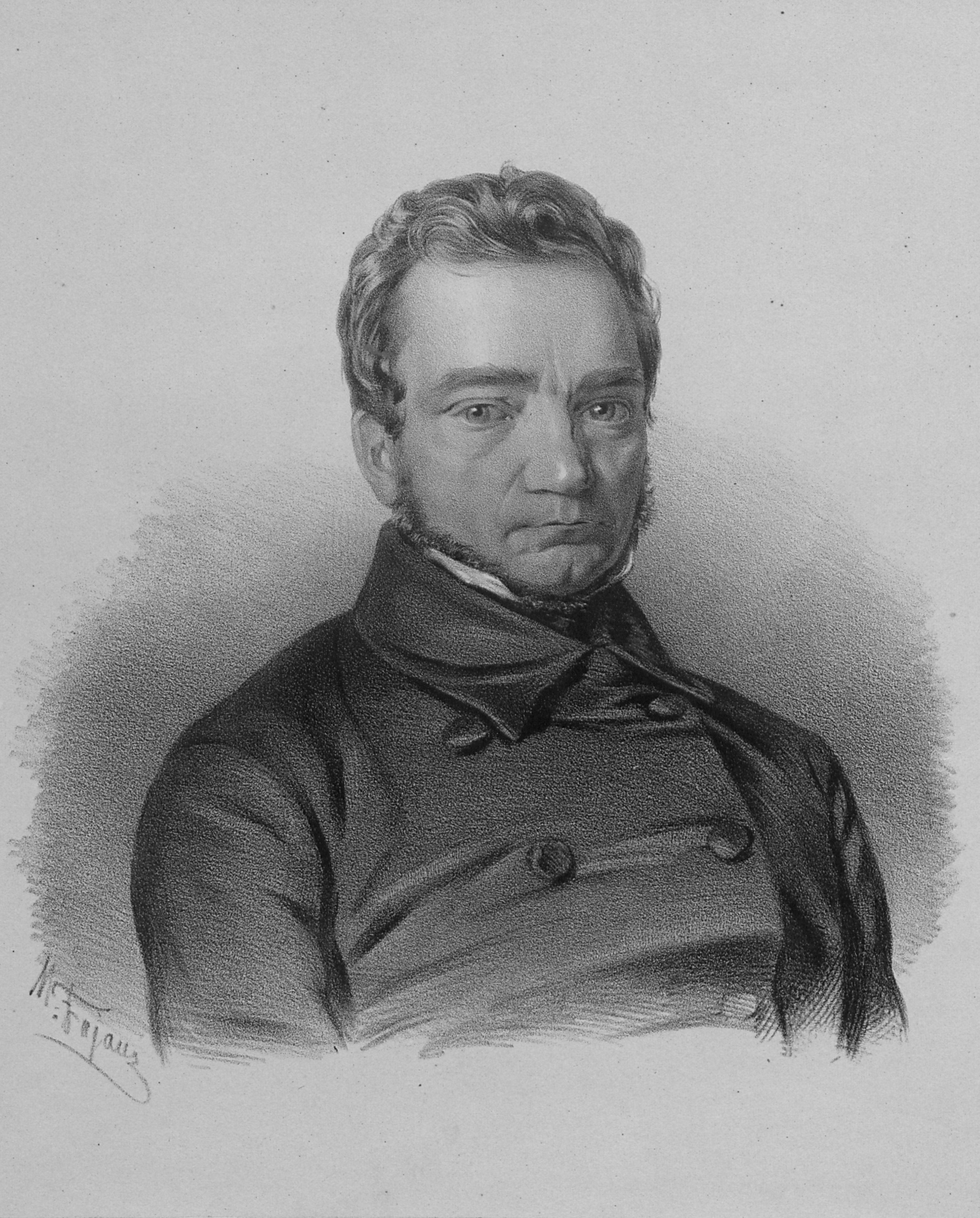
Karol Libelt
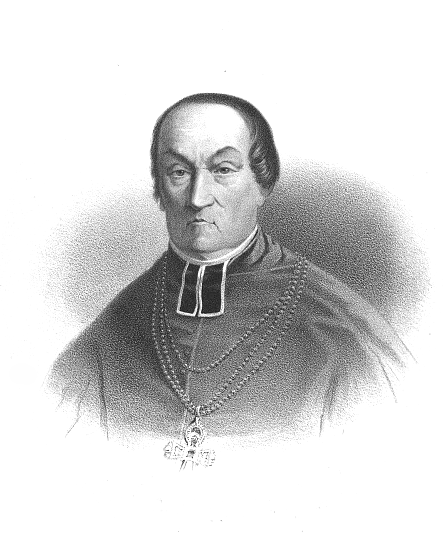
Leon Michał Przyłuski
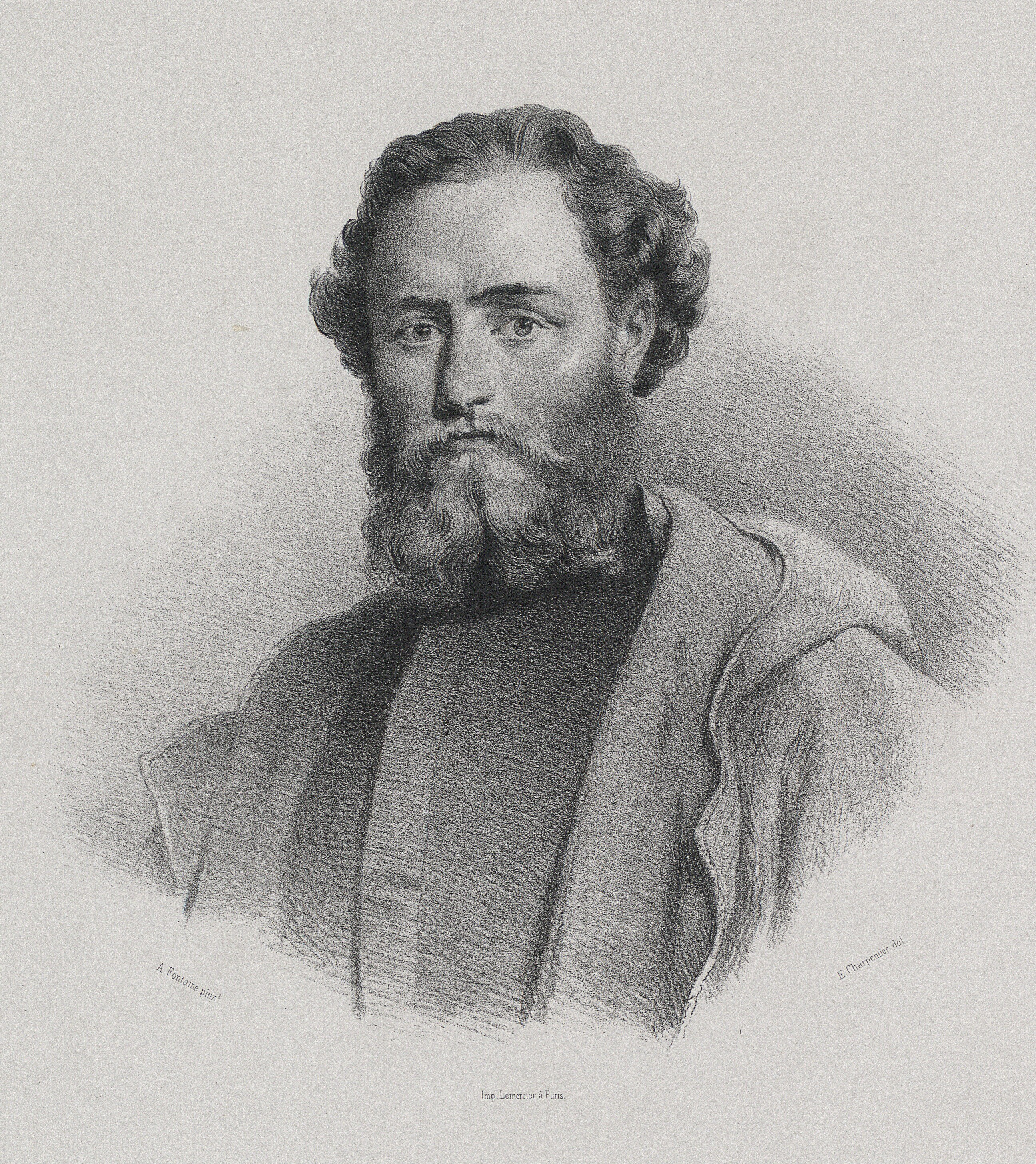
Ludwik Mierosławski
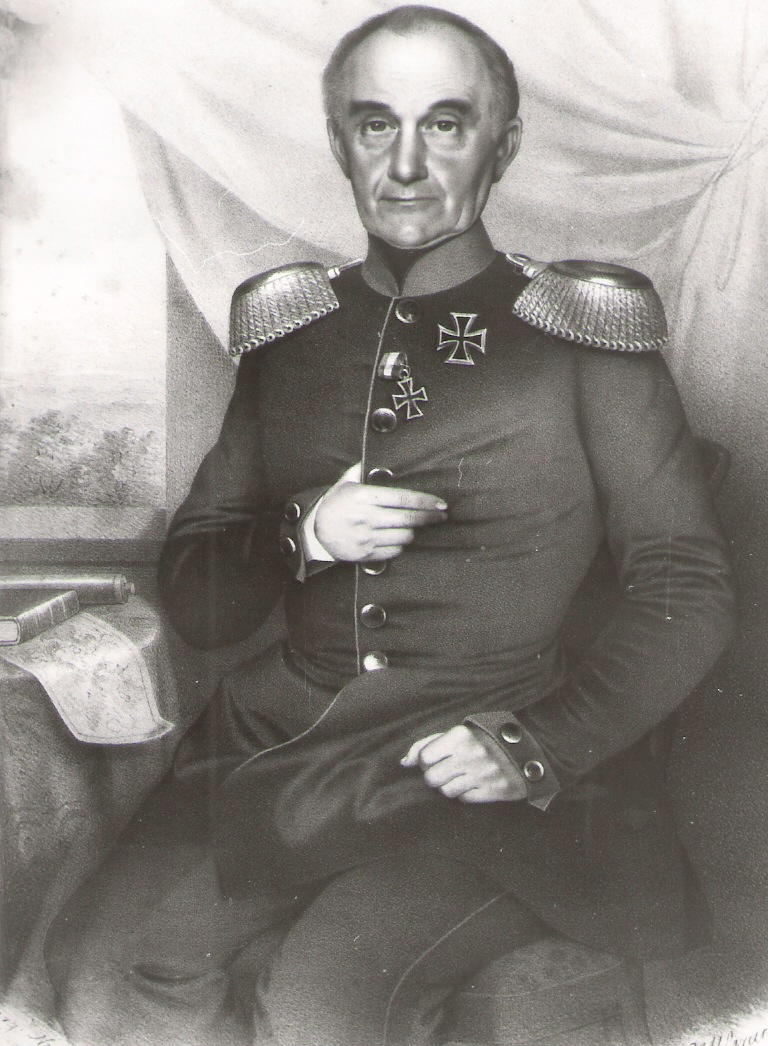
Wilhelm von Willisen

## Gegenbewegungen

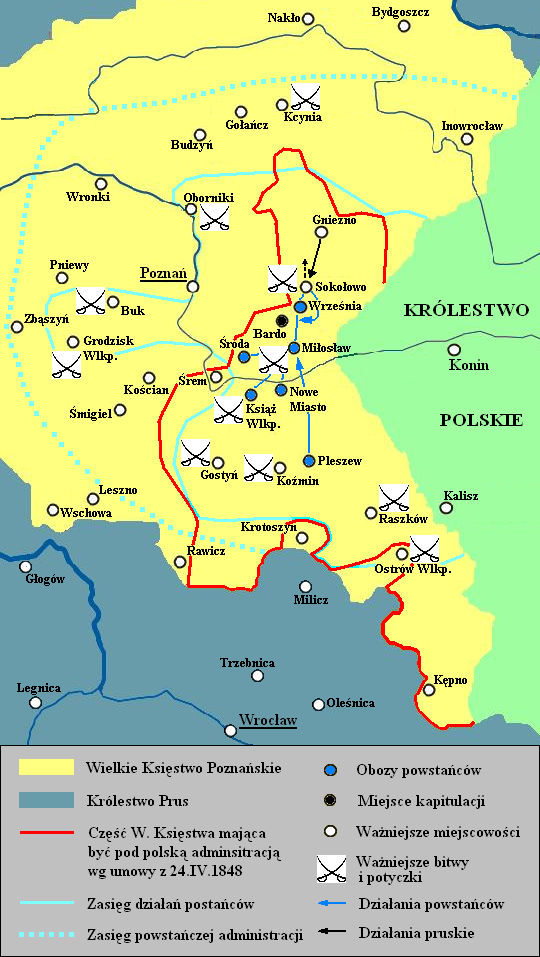
Demarkationslinie (rot) innerhalb der Provinz Posen (gelb) zwischen dem in den Deutschen Bund integrierten Gebiet und dem Aufstandsgebiet

In der Folge begann sich unter den deutschen Einwohnern der Provinz eine antipolnische Stimmung zu verbreiten. Auch von dieser Seite wurden Abgesandte nach Berlin geschickt. Es kam zur Organisationsbildung und der Bildung einer deutschen Schutzwehr. Die Mehrzahl der jüdischen Einwohner schloss sich der Seite der Deutschen an. Nachdem das polnische Nationalkomitee die Aufnahme von Deutschen und Juden abgelehnt hatte, bildete sich auch ein deutsches Nationalkomitee in Posen. Insbesondere im Netzedistrikt hatten die Deutschen einen starken Einfluss und strebten eine Abtrennung vom Großherzogtum an.
Innerhalb Deutschlands herrschte zunächst noch die polenfreundliche Stimmung vor, auch im Vorparlament und dem preußischen Vereinigten Landtag. Unklar war zunächst, ob Posen in der Frankfurter Nationalversammlung vertreten sein würde. Die in Berlin tagenden Stände des Großherzogtums Posen lehnten mit Mehrheit am 6. April die Integration in den Deutschen Bund ab. Eine Minderheit sprach sich hingegen vehement dafür aus.
In Preußen gewannen inzwischen die konservativen Kreise wieder an Einfluss. Diese wie auch Friedrich Wilhelm IV. lehnten einen Krieg gegen Russland ab. Auch Frankreich verhielt sich ablehnend. Bereits seit dem 25. März 1848 begann das preußische Militär, teilweise unter Hintergehung der Regierung von Ludolf Camphausen, auch mit militärischen Gegenmaßnahmen. Es wurde die Landwehr in Niederschlesien und Pommern mobilisiert, und von Schlesien aus rückten auch reguläre Truppen ein. Am 31. März wurde eine Verordnung erlassen, die den Polen eine Bewaffnung untersagte. Am 3. April wurde der Belagerungszustand verhängt.
Bereits am 4. April betrug die Zahl der preußischen Truppen bei Posen 15.000 Mann. Ihre Zahl verdoppelte sich bis zum 9. April auf 30.000 Mann. Diese wurden zunächst nicht eingesetzt.
Die polnische Seite reagierte mit der Bildung einer geheimen vorläufigen Regierung. Sie hatte ihren Sitz im befestigten Schloss der Stadt Miloslaw.
Daneben zeigte die Regierung in Berlin weiter Kompromissbereitschaft. Von der preußischen Regierung wurde zur Durchführung der Reorganisation General Wilhelm von Willisen entsandt. Dieser erklärte die polnischen Komitees für aufgelöst und verordnete das Ende der polnischen Truppen. Gleichzeitig wurde eine neue Reorganisationskommission eingesetzt, die den polnischen Wünschen entgegenkam. Nach Verhandlungen mit dem polnischen Nationalkomitee sagte Willisen in Überschreitung seiner Kompetenzen schließlich die Bildung einer künftigen polnischen Nationalarmee zu.
Es wurde eine Übereinkunft erzielt, dass während der teilweisen Auflösung der polnischen Truppen alle militärischen Operationen von preußischer Seite zu unterbleiben hätten. Die polnischen Einheiten waren inzwischen etwa 15.000 Mann stark, die in fünf Lagern konzentriert waren.
In der Folge kam der Plan einer Teilung der Provinz in einen deutschen und einen polnischen Teil auf. Tatsächlich genehmigte der König am 14. April die Abtrennung der deutschen Teile und den Anschluss an den Deutschen Bund.

## Kämpfe und Niederschlagung
Unter den polnischen Truppen gab es gegen die Demobilisierungspläne starken Widerstand. Als problematisch erwiesen sich die inneren Spannungen zwischen dem polnischen Adel und den übrigen Bevölkerungsschichten. Auch Ludwik Mierosławski sprach sich dagegen aus, ohne sich aktiv dem Abkommen zu widersetzen.

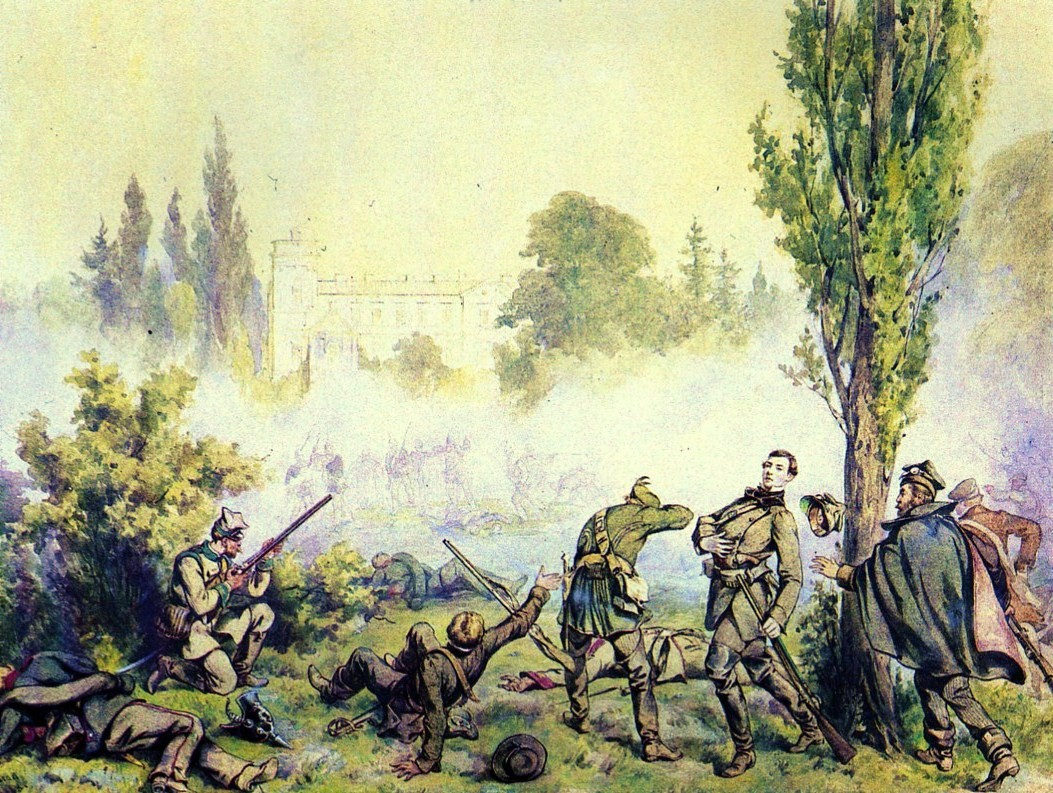
Gefecht um das Schloss Miloslaw am 30. April 1848

Trotz des Demobilisierungsabkommens flauten die Unruhen nicht an allen betroffenen Orten vollständig ab; seit dem 19. April wurden preußische Truppen angewiesen, Überwachungsmaßnahmen zu ergreifen und die öffentliche Ordnung notfalls durch Anwendung staatlicher Gewalt wiederherzustellen. Auf die Nachricht vom siegreichen Vorrücken der preußischen Truppen löste sich das polnische Nationalkomitee am 30. April auf. Dass der polnische Oberbefehlshaber Ludwik Mierosławski in einem Gefecht bei Miloslaw siegte und mit einer Truppe von etwa 5000 Mann am 2. Mai Alexander Adolf von Hirschfeld bei Sokołowo zum zeitweisen Rückzug bewegte, konnte die Niederlage der polnischen Truppen nicht mehr abwenden, auch infolge von Desertionen polnischer Soldaten. Von Gnesen aus stieß eine preußische Armee, 12.000 Mann stark mit fünfzehn Geschützen, gegen Mierosławski vor. Dieser war schließlich vom übrigen Land abgeschnitten und sah sich besiegt. Er legte am 6. Mai das Kommando nieder. Am 9. Mai kapitulierte sein Nachfolger, Oberst Augustyn Brzeżański, in Wartha. Andere Truppen leisteten weiter Widerstand. Der Kleinkrieg endete im Laufe des Mai 1848.

## Folgen
Eine Folge der Niederlage war, dass sich unter den Polen die Meinung verstärkte, dass gewaltsamer Widerstand nicht zum Erfolg führen würde. Wichtiger wurde das Konzept der organischen Arbeit innerhalb der bestehenden Staats- und Rechtsordnung. Als maßgebliche Organisation bildete sich die Liga Polska. Zum Legalitätskurs gehörte auch die Beteiligung an den preußischen Landtagswahlen. Seither gab es im preußischen Abgeordnetenhaus eine polnische Fraktion, und auch im Herrenhaus waren Polen vertreten.
In Deutschland führte der Aufstand zu einem Ende der Polenbegeisterung des Vormärz, wie sie sich etwa in den Polenvereinen gezeigt hatte. Im Juli 1848 kam es zu einer Debatte in der Frankfurter Nationalversammlung, in der Wilhelm Jordan in einer Rede antipolnische Stereotype verbreitete und mit dem Recht des Stärkeren die Eingliederung der ganzen Provinz Posen in den deutschen Nationalstaat forderte. Dem Antrag stimmten die Parlamentarier mit 341 gegen 31 Stimmen zu. Nur Teile der entschiedenen Demokraten hielten an der Unterstützung der polnischen Freiheit fest.
Im preußischen Landtag sprach sich der neue Abgeordnete Otto von Bismarck dagegen aus, den Polen entgegenzukommen. Zu einer Reorganisation der Provinz kam es nicht. Stattdessen sah die preußische Verfassung vom November 1849 keine Sonderrechte für Posen mehr vor. Das Großherzogtum Posen wurde fortan als normale preußische Provinz regiert. Im Jahr 1852 wurde Deutsch als alleinige Gerichtssprache eingeführt, und auch in den Schulen wurde nur noch in den ersten Klassen und im Fach Religion die polnische Sprache erlaubt.